# Stepne, Nîjni Sirohozî
Stepne (în ucraineană Степне) este o comună în raionul Nîjni Sirohozî, regiunea Herson, Ucraina, formată numai din satul de reședință.

## Demografie
Componența lingvistică a comunei Stepne
     Ucraineană (92,47%)
     Rusă (6,95%)
     Alte limbi (0,2%)
Conform recensământului din 2001, majoritatea populației comunei Stepne era vorbitoare de ucraineană (92,47%), existând în minoritate și vorbitori de rusă (6,95%).